# O Jon-kjo
O Jon-kjo (korejsky 오연교, anglický přepis: Oh Yun-kyo; 25. května 1960 – 27. září 2000) byl jihokorejský fotbalový brankář. Zemřel 27. září 2000 ve věku 40 let během autonehody.

## Fotbalová kariéra
Na klubové úrovní hrál v Koreji za týmy Jeju United FC a Ulsan Hyundai FC. Za reprezentaci Jižní Koreje na Mistrovství světa ve fotbale 1986 nastoupil ve všech 3 utkáních. Za jihokorejskou reprezentaci nastoupil v letech 1984–1986 v 10 utkáních.